# Grenrør (motor)
 For alternative betydninger, se Manifold.
På en almindelig forbrændingsmotor, f.eks. i en bil, findes der typisk disse grenrør (anglicisme manifold), forgreningsrør eller samlerør:
- udstødningsgrenrør, udstødningsmanifold
- indsugningsgrenrør, indsugningsmanifold
- brændstofgrenrør, brændstofmanifold

Indsugningsgrenrøret er en rørforgrening der fordeler luft/benzindampe fra karburator/indsprøjtningsenheden til motorens enkelte cylindere.
Udstødningsgrenrørets funktion er at samle udstødningen fra motorens enkelte cylindere til et (eller i nogle tilfælde flere) rør, udstødningsrøret.